# Cytisus
Cytisus là một chi thực vật trong họ Đậu. Thành viên của một số chi riêng biệt như Calicotome, Chamaecytisus, và Lembotropis đôi khi cũng được xếp vào chi Cytisus.

## Các loài
- Cytisus acutangulus Jaub. & Spach
- Cytisus aeolicus Guss.
- Cytisus agnipilus Velen.
- Cytisus anatolicus (Güner) Vural
- Cytisus arboreus (Desf.) DC.
- Cytisus ardoinoi E.Fourn.
- Cytisus balansae (Boiss.) Ball
- Cytisus cantabricus (Willk.) Rchb.f. & Beck
- Cytisus decumbens (Durande) Spach
- Cytisus dieckii (Lange) Fern.Prieto, Nava, Fern.Casado, M.Herrera, Bueno Sánchez, Sa
- Cytisus emeriflorus Rchb.
- Cytisus filipes Webb
- Cytisus fontanesii Spach ex Ball
- Cytisus grandiflorus DC.
- Cytisus gueneri (H.Duman, Ba?er & Malyer) Vural
- Cytisus malacitanus Boiss.
- Cytisus multiflorus (L'Hér.) Sweet
- Cytisus nigricans L.
- Cytisus orientalis Loisel.
- Cytisus oromediterraneus Rivas Mart. & al.
- Cytisus osyrioides Svent.
- Cytisus procumbens (Waldst. & Kit. ex Willd.) Spreng.
- Cytisus proteus Zumagl.
- Cytisus scoparius (L.) Link
- Cytisus striatus (Hill) Rothm.
- Cytisus supranubius (L.f.) Kuntze
- Cytisus villosus Pourr.